# Virgilio Delgado
Virgilio Delgado (México, 2005) es un actor mexicano.

## Carrera
Con intenciones de convertirse en actor desde su infancia, de 2016 a 2020, estudió teatro musical en la Academia de Arte Teatral del Centro Artístico Ignacio López Tarso. Posteriormente, se adentró a tomar clases de actuación en 2022, incluido un taller de actuación juvenil avanzado en CasAzul Escuela de Artes Escénicas y Audiovisuales en Tlalnepantla. Entre su preparación, en 2018 debutó como actor infantil con un papel secundario en la película, Perras de Barrio 4, y también incursionó en la obra teatral A los 13, la cual extendió sus puestas en escena hasta 2019. En 2021, hizo su debut en televisión participando en la telenovela, Te acuerdas de mí.
Tras pasar desapercibido con personajes secundarios en producciones televisivas de Televisa y TV Azteca como Rutas de la vida, Vecinos, y Más allá de ti, en 2024, consiguió notoriedad y reconocimiento al ser uno de los protagonistas de la serie de streaming en Amazon Prime, Nadie nos va a extrañar, donde interpretó a Tenoch. Por dicha interpretación, fue nominado a un Premio Pantalla de Cristal del Festival Pantalla de Cristal edición 2024, en la categoría a Mejor actor juvenil en una serie de ficción.

## Filmografía

### Cine
| Año  | Título             | Papel  | Notas        |
| ---- | ------------------ | ------ | ------------ |
| 2018 | Perras de Barrio 4 | Pillo  |              |
| 2020 | Conversaciones     | Niño   |              |
| 2020 | La Última Cena     | Arturo | Cortometraje |

### Dirección
| Año  | Título  | Notas                               |
| ---- | ------- | ----------------------------------- |
| 2023 | CUERNOS | Cortometraje; también hace un cameo |

### Televisión
| Año  | Título                            | Papel         | Notas |
| ---- | --------------------------------- | ------------- | --- |
| 2021 | Te acuerdas de mí                 | Jimmy         | |
| 2022 | Rutas de la vida                  | Rubén         | Temporada 1, episodio 42: «Hilo invisible» |
| 2022 | La madrastra                      | Vecino        | Temporada 1, episodio 37: «Tiempo al tiempo» |
| 2023 | Vecinos                           | Vendedor      | Temporada 14, episodio 10: «Tacos veganos» |
| 2023 | VGLY                              | Brayan        | Temporada 1, episodio 2: «Rad bunny» |
| 2023 | Más allá de ti                    | Milton Alvino | 2 episodios: Temporada 1, episodio 1: «Un regalo del más allá» Temporada 1, episodio 2: «Susurros de la muerte»                                                               |
| 2023 | Eternamente amándonos             | Eusebio       | 2 episodios: Temporada 1, episodio 75: «Vengo a detenerlo» Temporada 1, episodio 77: «Adiós Villa Morelia»                                                                    |
| 2024 | Nadie nos va a extrañar           | Tenoch        | |
| 2024 | Imagen Noticias con Francisco Zea | Él mismo      | Entrevista |
| 2024 | Sale el sol                       | Él mismo      | Invitado; programa del 2 de septiembre de 2024 |
| 2024 | El precio de amarte               | Muchacho      | 3 episodios: Temporada 1, episodio 17: «Los hombres valientes sí lloramos» Temporada 1, episodio 22: «No pudiste ser el héroe» Temporada 1, episodio 23: «Quiero recuperarme» |

## Nominaciones
| Año  | Premio                     | Categoría                                   | Trabajo nominado        | Resultado | Ref.  |
| ---- | -------------------------- | ------------------------------------------- | ----------------------- | --------- | ----- |
| 2024 | Premio Pantalla de Cristal | Mejor actor juvenil en una serie de ficción | Nadie nos va a extrañar | Pendiente | [ 8 ] |